# Eleccions presidencials del Senegal de 2019
El 24 de febrer de 2019 es van celebrar eleccions presidencials al Senegal. La participació va ser una de les més altes del país, amb un 66,2% El resultat fou l'esperat amb Macky Sall reelegit president amb un 58,2% dels vots, essent aquest el segon mandat. Tot i que l'oposició rebutjà els resultats, no presentaren cap recurs davant l'òrgan competent al respecte, el Tribunal Constitucional.